# Cnemida retusa
Cnemida retusa är en skalbaggsart som beskrevs av Fabricius 1801. Cnemida retusa ingår i släktet Cnemida och familjen Rutelidae. Inga underarter finns listade i Catalogue of Life.